# Mord ist ihr Hobby
Mord ist ihr Hobby (Originaltitel: Murder, She Wrote) ist eine von den Drehbuchautoren und Produzenten Richard Levinson, William Link und Peter S. Fischer erschaffene US-amerikanische Kriminalfilmserie, die zwischen 1984 und 1996 von Universal Television produziert wurde.
Im Mittelpunkt der Serie steht die Aufklärung von Mordfällen durch die Krimiautorin und Hobbyermittlerin Jessica Fletcher.
Die Serie wurde von 1984 bis 1996 beim US-Fernsehsender CBS ausgestrahlt. 1988 zeigte Das Erste 23 Folgen unter dem Titel Immer wenn sie Krimis schrieb. Von 1990 bis 1998 sendete RTL die komplette Serie in einer neuen Synchronfassung unter dem Titel Mord ist ihr Hobby. Die mit zahlreichen Preisen ausgezeichnete Serie umfasst insgesamt 12 Staffeln mit 264 Episoden à 45 Minuten und 4 weiteren Folgen in Spielfilmlänge, die zwischen 1997 und 2003 produziert wurden.

## Produktionsgeschichte
Ende des Jahres 1983 ging der US-TV-Sender CBS auf das Produktionsunternehmen Universal Television zu und äußerte Interesse an einer neu zu produzierenden Serie aus der Feder der Columbo-Erfinder, -Autoren und -Produzenten Richard Levinson, William Link und Peter S. Fischer. Nachdem die Schauspielerin Jean Stapleton nach einigem Zögern den Produzenten eine Absage erteilte, konnte die vielfach preisgekrönte Broadway-Theaterschauspielerin Angela Lansbury zur Genugtuung von Levinson/Link und Fischer für die Hauptrolle der Jessica Fletcher gewonnen werden.
Die Figur Jessica Fletcher soll die amerikanische Antwort auf die britische Romanfigur Miss Marple darstellen. Die Produzenten stellten diesen Zusammenhang ganz bewusst her, auch verdeutlicht durch den Originaltitel der Serie: Murder, she wrote. Murder, she said war der Titel der ersten der vier Miss-Marple-Verfilmungen mit Margaret Rutherford in den 1960er Jahren. Als historisches Vorbild für Jessica Fletcher gilt die amerikanische Vorreiterin der Forensik, Frances Glessner Lee.
Im März 1984 begannen in den Universal Studios in Universal City unter der Regie von Corey Allen die Dreharbeiten zum 94-minütigen Pilotfilm Der Mord an Sherlock Holmes. Als Außenkulisse und Drehort von Fletchers Haus und Bed-and-Breakfast-Unterkunft im fiktiven Ort Cabot Cove im US-Bundesstaat Maine diente die nordkalifornische Küstenstadt Mendocino. Die Pilotfolge wurde im sonntäglichen CBS-Hauptabendprogramm am 30. September 1984 mit einer hohen Einschaltquote ausgestrahlt.
Zwischen 1984 und 1996 wurden in zwölf Staffeln insgesamt 264 Episoden mit einer Länge von jeweils etwa 45 Minuten produziert. Im Anschluss an die Serie wurden zwischen 1997 und 2003 zudem vier weitere Folgen in Spielfilmlänge produziert:
- 1997: Mord ist ihr Hobby: Eine Zeugin verschwindet (Murder, She Wrote: South By Southwest)
- 2000: Mord ist ihr Hobby: Eine zum Sterben schöne Geschichte (Murder, She Wrote: A Story to Die For)
- 2001: Mord ist ihr Hobby – Der letzte freie Mann (Murder, She Wrote: The Last Free Man)
- 2003: Mord ist ihr Hobby: Das Rätsel der Kelten (Murder, She Wrote: The Celtic Riddle).

Viele prominente Gaststars wie Tom Selleck (als Thomas Magnum), William Conrad, Linda Blair, Leslie Nielsen, Dirk Benedict, Jean Simmons, James Coburn und Jerry Orbach (als Privatdetektiv Harry McGraw, der später eine eigene Serie bekam) konnten für die Serie gewonnen werden. 1986 gab es ein Crossover zwischen den Serien Mord ist ihr Hobby und Magnum. Angela Lansbury spielte Jessica Fletcher in der Magnum-Folge Konkurrenz vom Festland (Originaltitel: Novel Collection). Die Fortsetzung kam in der Mord-ist-ihr-Hobby-Folge Morde auf Hawaii (Magnum on Ice). 1997 strahlte RTL diese Doppelepisode unter dem Titel Magnum und Mord ist ihr Hobby: Konkurrenz vom Festland aus.

## Handlung
Hauptakteurin ist die Kriminalautorin und ehemalige Englischlehrerin Jessica Beatrice MacGill-Fletcher. Im Vorspann ist eine Schreibmaschine zu sehen, mit der Fletcher ihre Krimis schreibt, in den späteren Folgen sieht man statt der Schreibmaschine einen Computer.
Als ihr Mann Frank Fletcher starb, schrieb sie ihren ersten Kriminalroman. Ihr Neffe Grady schickte diesen an einen Verlag, er wurde auf Anhieb ein Erfolg. Nun widmet sie sich ganz dem Schreiben von Kriminalgeschichten. Mit den Einnahmen aus ihren Büchern verreist sie gerne und besucht Freunde und Verwandte. Dabei wird sie jedes Mal in einen Mordfall verwickelt, den sie dank ihrer hervorragenden Kombinationsgabe löst. Das Küstendorf Cabot Cove in Maine ist der Wohnort von Jessica Fletcher, später sind Dreh- und Handlungsort häufig andere Städte, darunter nicht nur US-amerikanische, sondern auch solche in Europa und Ostasien. Oft ist sie zu Premieren ihrer Bücher oder Vorlesungen in New York und ab Folge 155 (Staffel 8) hat Fletcher an der dortigen Universität einen Lehrauftrag für Kriminalistik, wofür sie sich ein Apartment vor Ort zulegt. Fortan ermittelt sie häufiger in New York.
Einige Folgen werden allerdings von anderen Hauptdarstellern bestritten, so von dem mit ihr befreundeten Privatdetektiv Harry McGraw, dem vom Juwelendieb zum Versicherungsdetektiv gewandelten Dennis Stanton (erstmals in Folge 90) oder dem britischen MI6-Geheimagenten Michael Hagarty, ebenfalls ein Freund von Jessica Fletcher. Sie selbst tritt dann jeweils nur in einer kurzen Einführung auf. In weiteren Folgen stellt sie ihr neues Buch vor oder führt in Erlebnisse von Bekannten ein. Und in Folge 113 (Eine große alte Dame; spielt in den 1940er Jahren auf dem Luxusdampfer Queen Mary) erinnert sie sich an ein Ereignis im Leben der Kriminalschriftstellerin Lady Abigail Austin, eines großen Vorbilds für sie. Dazu kamen noch Abenteuer ihrer englischen Cousine Emma MacGill.

## Filmbiografie
Jessica Fletcher ist eine geborene MacGill, deren Vorfahren aus Kilcleer, County Cork in Irland stammen. Sie war mit Frank Fletcher verheiratet und lebt in einem Haus in der Candlewood Lane 698 in dem fiktiven, 3.560 Einwohner zählenden Küstenort Cabot Cove in Maine. Seit sie erfolgreich Krimis schreibt, arbeitet sie nicht mehr als Englischlehrerin. In ihrer Jugend war Fletcher in einem Internat. Sie ist kinderlos, hat aber eine unüberschaubare Anzahl von Verwandten, u. a. einen Bruder Marshall, der Arzt ist und eine Tochter namens Pamela hat. Zu ihren zahlreichen Nichten und Neffen gehören Grady Fletcher (ab Folge 1), den sie und ihr Mann nach dem Tode seiner Eltern großgezogen haben und der in zahlreichen Episoden in Schwierigkeiten gerät. Eine ihrer Nichten ist Victoria Brandon, die mit dem erfolglosen Schauspieler Howard Griffin verheiratet ist. Nach diversen Freundinnen heiratet Grady die aus reichem Hause stammende Donna. Weitere bekannte Neffen und Nichten sind: Johnny Eaton (ein Footballspieler), die Polizistengattin Carol und die Drehbuchautorin Nita. Name und Beruf von Fletchers englischer Cousine Emma MacGill, Varieté-Sängerin (ebenfalls von Angela Lansbury dargestellt) sind eine Anspielung auf Lansburys Mutter, Moyna MacGill.
In den späteren Folgen hat Fletcher in New York einen Lehrauftrag für Kriminalistik, weshalb sie dort eine Wohnung im Penfield Apartment House bezieht.
Als Fletchers Bücher werden unter anderem Der Leichnam tanzt um Mitternacht (1. Krimi), Mord auf der Rennbahn (4. Krimi), Die Leiche, die plötzlich verschwunden war, Krypta des Todes und Der Mord zum Abendbrot erwähnt.

## Trivia
Der Schauspieler William Windom, der ab Folge 24 den Arzt Seth Hazlitt in Cabot Cove verkörpert, hatte in Folge 22 (Staffel 1) bereits eine Gastrolle als Verdächtiger. Schauspieler Ron Māsak trat in Folge 18 (Staffel 1) bereits als New Yorker Polizist und in Folge 63 (Staffel 3) als Verdächtiger auf, ehe er später in Folge 91 als Sheriff Mort Metzger den bisherigen (Amos Tupper) ablöste.
Die Titelmusik der Serie wird im Lied Rap ist sein Hobby, im gleichnamigen Album des österreichischen Rappers Dame aufgegriffen.
Michael Horton, der Jessicas Neffen Grady Fletcher verkörpert, ist im wahren Leben mit Debbie Zipp verheiratet, die seine Ehefrau Donna spielt.

## Gaststars
Zahlreiche bekannte bzw. später bekannt gewordene Schauspieler sind teilweise mehrmals in Gastrollen für eine Episode aufgetreten, unter anderem (in alphabetischer Reihenfolge):
Melissa Sue Anderson, René Auberjonois, Hoyt Axton, Adrienne Barbeau, Joanna Barnes, Douglas Barr, Kabir Bedi, Noah Beery junior, Robert Beltran, Dirk Benedict, Polly Bergen, Turhan Bey, Theodore Bikel, Joey Bishop, Linda Blair, Ann Blyth, Sonny Bono, Ernest Borgnine, Ben Browder, LeVar Burton, Capucine, Ismael East Carlo, Lois Chiles, Dennis Christopher, George Clooney, James Coburn, James Coco, Chuck Connors, Jackie Cooper, Courteney Cox, Marcia Cross, Greg Cruttwell, Lynda Day George, Yvonne De Carlo, John de Lancie, Cliff DeYoung, Jimmy Dean, Guy Doleman, John Dye, Samantha Eggar, Ethan Embry, Morgan Fairchild, Jamie Farr, Mike Farrell, Steve Forrest, Andy García, Joseph Gordon-Levitt, Stewart Granger, Karen Grassle, Peter Graves, Buddy Hackett, Neil Patrick Harris, Tippi Hedren, John Hillerman, Ken Howard, Olivia Hussey, Raymond St. Jacques, Bruce Jenner, Stanley Kamel, Brian Keith, Ken Kercheval, Margot Kidder, Robert Knepper, Eric Allan Kramer, Martin Landau, Audrey Landers, Piper Laurie, Steve Lawrence, Janet Leigh, Larry Linville, Bill Maher, David McCallum, Rue McClanahan, Roddy McDowall, Darren McGavin, Patrick McGoohan, Kristy McNichol, Gerald McRaney, Lee Meriwether, Keith Michell, Vera Miles, Ricardo Montalbán, William R. Moses, Kate Mulgrew, Edward Mulhare, Mildred Natwick, Barry Newman, Leslie Nielsen, Cynthia Nixon, Cliff Osmond, Jameson Parker, Adrian Paul, Joaquin Phoenix, Summer Phoenix, Jane Powell, Denver Pyle, Clive Revill, John Rhys-Davies, Doris Roberts, Esther Rolle, Ruth Roman, Cesar Romero, Mickey Rooney, Richard Roundtree, Betsy Russell, Joe Santos, John Saxon, Anne Schedeen, Tom Selleck, Liz Sheridan, James Shigeta, Jean Simmons, Shawnee Smith, David Soul, Jerry Stiller, Loretta Swit, George Takei, Andrea Thompson, Charlene Tilton, Rip Torn, Ray Walston, Adam West, Sheb Wooley, Max Wright und Billy Zane.

## Synchronisation
Die erste deutsche Synchronfassung entstand im Auftrag der ARD bei der Taunus Film GmbH, Wiesbaden. Kurt E. Ludwig schrieb das Dialogbuch und führte Regie. Es wurden 23 Folgen synchronisiert.
Die zweite deutsche Synchronfassung entstand für RTL bei der Hermes Synchron GmbH, Potsdam. Almut Eggert, Frank Wesel und Anja Rohe schrieben das Dialogbuch und führten Regie. Die ursprünglichen ARD-Folgen wurden neusynchronisiert.
| Rolle                   | Darsteller      | Synchronsprecher (ARD 1988) | Synchronsprecher (RTL 1990–1998)                   |
| ----------------------- | --------------- | --------------------------- | -------------------------------------------------- |
| Jessica Fletcher        | Angela Lansbury | Gisela Trowe                | Dagmar Altrichter                                  |
| Dr. Seth Hazlitt        | William Windom  | Günther Sauer               | Joachim Nottke                                     |
| Sheriff Amos Tupper     | Tom Bosley      | K.E. Ludwig                 | Gerd Duwner                                        |
| Sheriff Mort Metzger    | Ron Māsak       | kein Auftritt               | Uwe Paulsen                                        |
| Grady Fletcher          | Michael Horton  | kein Auftritt               | Stefan Gossler                                     |
| Bürgermeister Sam Booth | Richard Paul    | kein Auftritt               | Andreas Hanft (1. Stimme) Manfred Rahn (2. Stimme) |

## Internationale Ausstrahlung
Die Fernsehserie Mord ist ihr Hobby wurde seit Serienbeginn in vielen Ländern ausgestrahlt und wird auch heute noch auf einigen Fernsehsendern gezeigt.
| Land                   | Fernsehsender                                                                                   | Titel                                              | Übersetzung                                             | Sprache                                                        |
| ---------------------- | ----------------------------------------------------------------------------------------------- | -------------------------------------------------- | ------------------------------------------------------- | -------------------------------------------------------------- |
| Australien             | Network Ten, TV1, Channel Seven                                                                 | Murder, She Wrote                                  | Sie schrieb Mord                                        | Englisch                                                       |
| Belgien                | VTM, VIJFtv                                                                                     | Murder, She Wrote                                  | Sie schrieb Mord                                        | Englisch, Niederländische Untertitel                           |
| Brasilien              | Universal Channel                                                                               | Assassinato por Escrito                            | Geschriebener Mord                                      | Brasilianisch-Portugiesische Synchronisation                   |
| Bulgarien              | Fox Crime, Diema                                                                                | Убийство по сценарий                               | Mord nach Drehbuch                                      | Bulgarisches Voice-over                                        |
| Chile                  | Canal 13                                                                                        | Reportera del crimen                               | Reporterin des Verbrechens                              | Lateinamerikanisch-Spanische Synchronisation                   |
| Dänemark               | DR 2                                                                                            | Hun så et mord                                     | Sie sah einen Mord                                      | Englisch, Dänische Untertitel                                  |
| Deutschland            | ARD, WDR, RTL, Super RTL, TNT Serie, Kabel Eins, rbb Fernsehen, Einsfestival, Sat.1 Gold, RTLup | Immer, wenn sie Krimis schrieb, Mord ist ihr Hobby |                                                         | Deutsche Synchronisation, Englisch                             |
| Estland                | TV3                                                                                             | Mõrv sai teoks                                     | Mord wurde wahr                                         | Englisch, Estnische Untertitel                                 |
| Finnland               | YLE TV1                                                                                         | Murhasta tuli totta                                | Mord wurde wahr                                         | Englisch, Finnische Untertitel                                 |
| Frankreich             | La Cinq, TF1, TV Breizh                                                                         | Arabesque                                          | Fantastisch                                             | Französische Synchronisation                                   |
| Griechenland           | Star Channel                                                                                    | Η συγγραφέας ντετέκτιβ                             | Die Detektivschriftstellerin                            | Englisch, Griechische Untertitel                               |
| Irland                 | RTÉ One                                                                                         | Murder, She Wrote                                  | Sie schrieb Mord                                        | Englisch                                                       |
| Israel                 | HOT, Israel 10                                                                                  | רצח במשיכת קולמוס                                  | Mord mit einem Federstrich                              | Englisch, Hebräische Untertitel                                |
| Italien                | Rai Uno, Fox Crime, Rai Due, Rete 4                                                             | La signora in giallo                               | Die Dame in gelb (bzw. Die Krimi-Dame (giallo = Krimi)) | Italienische Synchronisation                                   |
| Japan                  | NHK, Mystery Channel, LaLa TV, Chiba TV, Gunma TV                                               | ジェシカおばさんの事件簿 Jessica obasan no jikenbo | Tante Jessicas Fallakten                                | Japanische Synchronisation                                     |
| Kanada                 | Vision TV                                                                                       | Murder, She Wrote                                  | Sie schrieb Mord                                        | Englisch                                                       |
| Kanada: Québec         | TQS                                                                                             | Elle écrit au meurtre                              | Sie schreibt an dem Mord                                | Französische Synchronisation                                   |
| Kroatien               | HRT                                                                                             | Ubojstvo, napisala je                              | Sie schrieb Mord                                        | Englisch, Kroatische Untertitel                                |
| Kuwait                 | KTV 2                                                                                           | Murder, She Wrote                                  | Sie schrieb Mord                                        | Englisch, Arabische Untertitel                                 |
| Lettland               | LTV1                                                                                            | Noziegumam pa pēdām                                | Als Folge von Verbrechen                                | Lettisches Voice-over oder Untertitel                          |
| Litauen                | TV3                                                                                             | Džesika Flečer                                     | Jessica Fletcher                                        | Litauisches Voice-over oder Untertitel                         |
| Mexiko                 | Universal Channel                                                                               | Reportera del crimen                               | Reporterin des Verbrechens                              | Lateinamerikanisch-Spanische Synchronisation                   |
| Niederlande            | RTL 8                                                                                           | Murder, She Wrote                                  | Sie schrieb Mord                                        | Englisch, Niederländische Untertitel                           |
| Norwegen               | TV3                                                                                             | Jessica Fletcher                                   | Jessica Fletcher                                        | Englisch, Norwegische Untertitel                               |
| Österreich             | ORF, Puls 4, ATV II                                                                             | Mord ist ihr Hobby                                 |                                                         | Deutsche Synchronisation                                       |
| Philippinen            | GMA Network, RJTV 29                                                                            | Murder, She Wrote                                  | Sie schrieb Mord                                        | Englisch                                                       |
| Polen                  | 13th Street, AXN Crime, TV Puls, BTVS                                                           | Napisała: Morderstwo                               | Sie schrieb Mord                                        | Polnisches Voice-over                                          |
| Portugal               | RTP 1                                                                                           | Crime, Disse Ela                                   | Verbrechen sagte sie                                    | Englisch, Portugiesische Untertitel                            |
| Rumänien               | Pro Cinema, TVR 2                                                                               | Verdict: Crima                                     | Urteil: Verbrechen                                      | Englisch, Rumänische Untertitel                                |
| Russland               | НТВ, Домашний                                                                                   | Она написала убийство                              | Sie schrieb Mord                                        | Russisches Voice-over                                          |
| Schweden               | TV3                                                                                             | Mord och inga visor                                | Mord und keine Melodien                                 | Englisch, Schwedische Untertitel                               |
| Serbien                | Fox Crime                                                                                       | Pisac i detektiv                                   | Autor und Detektiv                                      | Englisch, Serbische Untertitel                                 |
| Slowakei               | Markíza                                                                                         | To je vražda, napísala                             | Das ist Mord, hat sie geschrieben                       | Slowakische Synchronisation                                    |
| Slowenien              | Kanal A                                                                                         | Umor je napisala                                   | Sie schrieb Mord                                        | Englisch, Slowenische Untertitel                               |
| Spanien                | TVE, Calle 13, Antena 3                                                                         | Se ha escrito un crimen                            | Ein Verbrechen ist geschrieben worden                   | Spanische Synchronisation                                      |
| Spanien: Katalonien    | TV3                                                                                             | S'ha escrit un crim                                | Ein Verbrechen ist geschrieben worden                   | Katalanische Synchronisation                                   |
| Spanien: Galicien      | TVG                                                                                             | Escribiuse un crime                                | Ein Verbrechen ist geschrieben worden                   | Englisch oder spanische Synchronisation, Galicische Untertitel |
| Südafrika              | TV1                                                                                             | Murder, She Wrote                                  | Sie schrieb Mord                                        | Englisch                                                       |
| Tschechien             | TV Nova                                                                                         | To je vražda, napsala                              | Das ist Mord, hat sie geschrieben                       | Tschechische Synchronisation                                   |
| Türkei                 | TRT 1, Star TV, Kanal D                                                                         | Cinayet Dosyası                                    | Mordakten                                               | Türkische Synchronisation                                      |
| Ukraine                | СТБ                                                                                             | Вона написала вбивство                             | Sie schrieb Mord                                        | Ukrainisches Voice-over                                        |
| Ungarn                 | Viasat 3                                                                                        | Gyilkos sorok                                      | Mörderische Zeilen                                      | Ungarische Synchronisation                                     |
| Uruguay                | Monte Carlo Televisión                                                                          | Reportera del crimen                               | Reporterin des Verbrechens                              | Lateinamerikanisch-Spanische Synchronisation                   |
| Vereinigtes Königreich | ITV, BBC One, BBC Two, Alibi                                                                    | Murder, She Wrote                                  | Sie schrieb Mord                                        | Englisch                                                       |
| Vereinigte Staaten     | CBS, Hallmark Channel                                                                           | Murder, She Wrote                                  | Sie schrieb Mord                                        | Englisch                                                       |

## Auszeichnungen
Mord ist ihr Hobby gewann bei zwölf Nominierungen zweimal den Emmy Award sowie sechsmal den Golden Globe.

## DVDs
Universal Pictures Germany veröffentlichte in Deutschland die Serie wie folgt auf DVDs:
- Staffel 1.1 am 28. Juni 2007
- Staffel 1.2 am 23. August 2007
- Staffel 2.1 am 25. Oktober 2007
- Staffel 2.2 am 31. Januar 2008
- Staffel 3.1 am 29. Mai 2008
- Staffel 3.2 am 24. Juli 2008
- Staffel 4.1 am 9. April 2009
- Staffel 4.2 am 23. Juli 2009
- Staffel 5.1 am 25. März 2010
- Staffel 5.2 am 22. Juli 2010
- Staffel 6.1 am 14. November 2013
- Staffel 6.2 am 16. Januar 2014
- Staffel 7.1 am 13. März 2014
- Staffel 7.2 am 16. Mai 2014
- Staffel 8.1 am 14. August 2014
- Staffel 8.2 am 30. Oktober 2014
- Staffel 9.1 am 13. August 2015
- Staffel 9.2 am 8. Oktober 2015
- Staffel 10.1 am 3. Dezember 2015
- Staffel 10.2 am 3. März 2016
- Staffel 11.1 am 26. Mai 2016
- Staffel 11.2 am 4. August 2016
- Staffel 12.1 am 13. Oktober 2016
- Gesamtbox SD on Blu-Ray am 6. Dezember 2018

## Romane (Auswahl)
- 1995: Donald Bain: Murder, She Wrote: Martinis and Mayhem, Berkley, ISBN 978-0-451-18512-9
- 1996: Donald Bain: Murder, She Wrote: A Deadly Judgment, Berkley, ISBN 978-0-451-18771-0
- 1996: Donald Bain: Murder, She Wrote: a Palette for Murder, Berkley, ISBN 978-0-451-18820-5
- 1997: Donald Bain: Murder, She Wrote: Highland Fling Murders, Berkley, ISBN 978-0-451-18851-9
- 1997: Donald Bain: Murder, She Wrote: Murder on the QE2, Berkley, ISBN 978-0-451-19291-2
- 1998: Donald Bain: Murder, She Wrote: Murder in Moscow, Berkley, ISBN 978-0-451-19474-9
- 1998: Donald Bain: Murder, She Wrote: a Little Yuletide Murder, Berkley, ISBN 978-0-451-19475-6
- 1999: Donald Bain: Murder at the Powderhorn Ranch, Berkley, ISBN 978-0-451-19476-3
- 1999: Donald Bain: Murder, She Wrote: Knock'em Dead, Berkley, ISBN 978-0-451-19477-0
- 2000: Donald Bain: Murder, She Wrote: Gin and Daggers, ISBN 978-0-451-19998-0
- 2000: Donald Bain: Murder, She Wrote: Trick or Treachery, Berkley, ISBN 978-0-451-20152-2
- 2001: Donald Bain: Murder, She Wrote: Blood on the Vine, Berkley, ISBN 978-0-451-20275-8
- 2001: Donald Bain: Murder, She Wrote: Murder in a Minor Key, Berkley, ISBN 978-0-451-20434-9
- 2002: Donald Bain: Murder, She Wrote: Provence – to Die for, Berkley, ISBN 978-0-451-20566-7
- 2002: Donald Bain: Murder, She Wrote: You Bet Your Life, Berkley, ISBN 978-0-451-20721-0
- 2003: Donald Bain: Murder, She Wrote: Majoring in Murder, Berkley, ISBN 978-0-451-20832-3
- 2003: Donald Bain: Murder, She Wrote: Destination Murder, Berkley, ISBN 978-0-451-21048-7
- 2004: Donald Bain: Murder, She Wrote: Dying to Retire, Berkley, ISBN 978-0-451-21171-2
- 2004: Donald Bain: Murder, She Wrote: a Vote for Murder, Berkley, ISBN 978-0-451-21631-1
- 2005: Donald Bain: Murder, She Wrote: the Maine Mutiny, Berkley, ISBN 978-0-451-21468-3
- 2005: Donald Bain: Murder, She Wrote: Margaritas & Murder, Berkley, ISBN 978-0-451-21931-2
- 2006: Donald Bain: Murder, She Wrote: a Question of Murder, Berkley, ISBN 978-0-451-21817-9
- 2006: Donald Bain: Murder, She Wrote: Three Strikes and You're Dead, Berkley, ISBN 978-0-451-22200-8
- 2007: Donald Bain: Murder, She Wrote: Coffee, Tea, or Murder?, Berkley, ISBN 978-0-451-22087-5
- 2007: Donald Bain: Murder, She Wrote: Panning for Murder, Berkley, ISBN 978-0-451-22484-2
- 2008: Donald Bain: Murder, She Wrote: Murder on Parade, Berkley, ISBN 978-0-451-22629-7
- 2008: Donald Bain: Murder, She Wrote: a Slaying in Savannah, Berkley, ISBN 978-0-451-22621-1
- 2009: Donald Bain: Murder, She Wrote: Madison Avenue Shoot, Berkley, ISBN 978-0-451-22603-7
- 2009: Donald Bain: Murder, She Wrote: a Fatal Feast, Berkley, ISBN 978-0-451-23111-6
- 2010: Donald Bain: Murder, She Wrote: Nashville Noir, Berkley, ISBN 978-0-451-23277-9
- 2010: Donald Bain: Murder, She Wrote: the Queen's Juwels, Berkley, ISBN 978-0-451-23456-8
- 2011: Donald Bain: Murder, She Wrote: Skating on Thin Ice, Berkley, ISBN 978-0-451-23628-9
- 2011: Donald Bain: Murder, She Wrote: the Fine Art of Murder, Berkley, ISBN 978-0-451-23784-2
- 2012: Donald Bain: Murder, She Wrote: Trouble at High Tide, Berkley, ISBN 978-0-451-41604-9
- 2012: Donald Bain: Murder, She Wrote: Domestic Malice, Berkley, ISBN 978-0-451-41481-6
- 2013: Donald Bain: Murder, She Wrote: Prescription for Murder, Berkley, ISBN 978-0-451-46659-4
- 2013: Donald Bain: Murder, She Wrote: Close-Up On Murder, Berkley, ISBN 978-0-451-46525-2
- 2014: Donald Bain: Murder, She Wrote: Aloha Betrayed, Berkley, ISBN 978-0-451-46655-6
- 2014: Donald Bain: Murder, She Wrote: Death of a Blue Blood, Berkley, ISBN 978-0-451-46826-0
- 2015: Donald Bain: Murder, She Wrote: Killer in the Kitchen, Berkley, ISBN 978-0-451-46839-0
- 2015: Donald Bain & Renée Paley-Bain: Murder, She Wrote: The Ghost and Mrs. Fletcher, Berkley, ISBN 978-0-451-47737-8
- 2016: Donald Bain & Renée Paley-Bain: Murder, She Wrote: Design For Murder, Berkley, ISBN 978-0-451-47782-8
- 2016: Donald Bain & Renée Paley-Bain: Murder, She Wrote: Hook, Line, and Murder, Berkley, ISBN 978-0-451-47784-2
- 2018: Donald Bain & Jon Land: Murder, She Wrote: A Date with Murder, Berkley, ISBN 978-0-451-48929-6
- 2018: Jon Land: Murder, She Wrote: Manuscript for Murder, Berkley, ISBN 978-0-451-48932-6
- 2019: Jon Land: Murder, She Wrote: Murder in Red, Berkley, ISBN 978-0-451-48935-7
- 2019: Jon Land: Murder, She Wrote: A Time for Murder, Berkley, ISBN 978-1-9848-0430-3
- 2020: Jon Land: Murder, She Wrote: The Murder of Twelve, Berkley, ISBN 978-1-9848-0433-4
- 2020: Jon Land: Murder, She Wrote: Murder in Season, Berkley, ISBN 978-1-9848-0436-5
- 2021: Terrie Farley Moran: Murder, She Wrote: Killing in a Koi Pond, Berkley, ISBN 978-0-593-33359-4
- 2021: Terrie Farley Moran: Murder, She Wrote: Debonair in Death, Berkley, ISBN 978-0-5933-3362-4
- 2022: Terrie Farley Moran: Murder, She Wrote: Killer on the Court, Berkley, ISBN 978-0-5933-3365-5
- 2023: Terrie Farley Moran: Murder, She Wrote: Death on the Emerald Isle, Berkley, ISBN 978-0593333709
- 2024: Terrie Farley Moran: Murder, She Wrote: Fit for Murder, Random House N.Y., ISBN 978-0-593-64069-2
- 2024: Terrie Farley Moran: Murder, She Wrote: Murder Backstage, Random House N.Y., ISBN 978-0-593-64075-3
- 2025: Barbara Early: Murder, She Wrote: Snowy with a Chance of Murder, Random House N.Y., ISBN 978-0-593-82004-9

## Neuverfilmung
Das amerikanische Fernseh-Network NBC plante 2013, die Serie wiederzubeleben, und gab dazu die Produktion eines Pilotfilms in Auftrag. Darin sollte Oscar-Preisträgerin Octavia Spencer eine Krankenhaus-Verwaltungsangestellte und Hobby-Detektivin spielen, die nebenbei Kriminalromane veröffentlicht. Das Drehbuch zum Pilotfilm wurde von Alexandra Cunningham geschrieben, die auch gemeinsam mit David Janollari als ausführende Produzentin fungieren sollte. Angela Lansbury sprach sich gegen das Projekt aus. Im Januar 2014 wurde bekannt, dass NBC die Pläne wieder verwarf.